# Komi-Permjaken

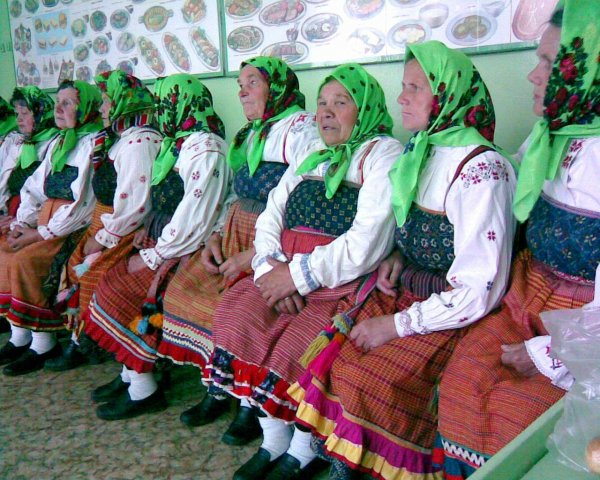
Komi-Permjaakse vrouwen in traditionele klederdracht

De Komi-Permjaken (Komi-Permjaaks: Коми отир, Komi otir) zijn een Finoegrisch volk uit het noordwesten van Rusland.
Ze zijn een groep binnen de grotere groep van Komivolkeren.  Hun aantal werd op 125.235 berekend bij een volkstelling in 2002.  Ze leven in de kraj Perm (voornamelijk in het gedeelte Permjakië) en de oblast Kirov.
Meer dan 100.000 onder hen hebben het Komi-Permjaaks als moedertaal. Een meerderheid behoort tot de Russisch-orthodoxe Kerk.